# Proskineza
Proskineza je drevni iranski običaj naklona pred cara ili kralja u kojoj se podanik naklanja pred vladarom.
Proskinezu je sudeći prema reljefima iz Perzepolisa uveo perzijski vladar Darije Veliki.